# Dalchau (Möckern)
Dalchau ist ein Ortsteil von Möckern im Landkreis Jerichower Land in Sachsen-Anhalt.

## Geographie
Der Ortsteil liegt etwa fünf Kilometer südöstlich von Möckern. Er ist ländlich geprägt und im weiten Umkreis von landwirtschaftlichen Flächen umgeben. Landschaftlich ist er dem Höhenzug Fläming zuzuordnen, er liegt an dessen Südwestrand. Dalchau liegt abseits wichtiger Verkehrswege. Die Kreisstraße 1234 schafft die Verbindung zur Bundesstraße 246, über die sowohl der Hauptort Möckern als auch die Kreisstadt Burg (bei Magdeburg), 22 Kilometer entfernt, zu erreichen sind. Der nächste Autobahnanschluss ist Burg-Ost (A 2, 17 km).
Naturräumlich gehört der Ort zum Zerbster Land, einer ackergeprägten offenen Kulturlandschaft und 536 km² großen Haupteinheit der übergeordneten Haupteinheitengruppe des Fläming im norddeutschen Tiefland. Das Zerbster Land bildet die Südwestabdachung des Flämings zur Elbe und gehört zum Einzugsgebiet dieses Flusses.

## Geschichte
Ebenso wie das benachbarte Leitzkau oder das nicht weit entfernte Parchau bei Burg ist für den Ortsnamen Dalchau altslawischer Ursprung anzunehmen, und so ist zu vermuten, dass an der heutigen Stelle bereits im 5. oder 6. Jahrhundert die zu den Slawen gehörenden Liutizen siedelten. Die Dalchauer Kirche wurde 1161 erstmals urkundlich erwähnt. Bis zum Dreißigjährigen Krieg lag der Ort im Machtbereich des Erzbistums Magdeburg, danach übte Brandenburg-Preußen die Landesherrschaft aus.
Vor 1807 gehörten Dorf und Rittergut dem 1. Distrikt des Jerichowschen Kreises im Herzogtum Magdeburg an. Während der westphälischen Zwischenherrschaft in Magdeburg kamen sie zur Kurmark und nach Ende der Befreiungskriege zum Landkreis Jerichow I des Regierungsbezirkes Magdeburg in der preußischen Provinz Sachsen. Als Ergebnis einer Zählung vom Dezember 1861 gab es hier 95 Feuerstellen, 279 Bewohner und ein evangelisches Kirchspiel, welches zum Superintendentur-Bezirk Loburg und dem Post-Bestell-Bezirk in Möckern gehörte. Das zuständige Hauptgericht der I. Instanz war in Burg und das Appellgericht in Magdeburg. Ein damals vorgeschriebenes Militär-Verhältnis ordnete die Einwohner der 5. Compagnie des 2. Bataillons vom Regiment Nr. 26 der I. Magdeburger Landwehr zu.
Das Großsteingrab Dalchau wurde spätestens im 19. Jahrhundert zerstört.
Am 30. September 1928 wurde das Vorwerk Dalchau aus dem Gutsbezirk Amt Möckern mit der Landgemeinde Dalchau vereinigt.
Die Einwohnerzahl stieg im 20. Jahrhundert beständig an. Sie betrug 1910 281, bei der Volkszählung 1939 wurden 307 Einwohner ermittelt, und 1964 lebten 334 Menschen im Ort. Durch die DDR-Gebietsreform von 1952 wurde Dalchau zunächst dem Kreis Loburg, 1957 dem Kreis Zerbst zugeordnet. Zum 1. Januar 1974 erfolgte die Eingemeindung in das vier Kilometer entfernte Zeppernick, mit dem es am 1. Januar 2007 in die Stadt Möckern eingemeindet wurde.

## Bauten
Die evangelische Dorfkirche Dalchau besteht aus dem rechteckigen Kirchenschiff, dem etwas schmaleren Chorraum und einer polygonalen Apsis. Alle Gebäudeteile wurden aus Feldsteinen errichtet, nur das Obergeschoss des quadratischen Kirchturms wurde in Fachwerkbauweise ausgeführt. Das romanische Bauwerk erhielt seine heutige Gestalt nach umfangreichen Erneuerungsbauten zwischen 1677 und 1702. Die ursprünglichen stilreinen Rundbogenfenster und Portale sind über die Zeiten erhalten geblieben.
Die Gestaltung des Kircheninneren stammt aus dem Mittelalter. Kirchenschiff und Chorraum werden durch einen so genannten Triumphbogen getrennt. Auf der Gegenseite erhebt sich im Turmraum ein weiterer Rundbogen. An der Nordwand steht ein spätgotischer Schnitzaltar, entstanden Ende des 15. Jahrhunderts. Der Mittelschrein und die beiden Flügel sind mit einer Madonna und Heiligenfiguren geschmückt.